# شهرستان چینیوان
شهرستان چینیوان (به لاتین: Qinyuan County) یک شهرستان‌های جمهوری خلق چین در چین است که در چانگجی واقع شده‌است.